# Macho (gruppo musicale)
I Macho sono stati un gruppo musicale italiano.

## Storia del gruppo
Composti da Marzio Vincenzi e Mauro Malavasi, i Macho sono principalmente noti grazie alla loro cover dilatata fino a 18 minuti di durata di I'm a Man scritta da Steve Winwood degli Spencer Davis Group. La versione di I'm a Man edita su singolo, che è stata remixata da Tom Savarese, ha raggiunto la prima posizione della classifica disco statunitense di Billboard nel mese di ottobre del 1978. L'ultima uscita dei Macho è un singolo contenente la cover di Kalimba de Luna (1984) di Tony Esposito. Durante gli anni ottanta, Malavasi ha proseguito la sua attività musicale in gruppi fra cui i Change e i B. B. & Q. Band.

## Formazione
- Marzio Vincenzi
- Mauro Malavasi

## Discografia

### Album in studio
- 1978 – I'm a Man
- 1980 – Roll

### Singoli
- 1978 – I'm a Man
- 1980 – Mothers Love "Mama Mia"
- 1980 – Not Tonight
- 1984 – Kalimba de Luna